# 郁久閭菴羅辰
郁久閭 菴羅辰（漢音：いくきゅうりょ あんらしん、拼音：Yùjiŭlǘ Ànluóchén、生没年不詳）は、柔然の可汗（カガン：君主）。阿那瓌の子。

## 生涯
天保3年（552年）、柔然可汗の阿那瓌が突厥に破られて自殺すると、その太子である菴羅辰および阿那瓌の従弟である登注俟利（イルキン：官名）・登注の子である庫提らは部衆を擁して北斉に奔走した。残された余衆は登注の次子である鉄伐を立てて可汗とした。
天保4年（553年）、北斉の文宣帝は登注および子の庫提を帰国させた。鉄伐は可汗になってまもなく契丹族に殺されたので、その国人は登注を立てて可汗とした。しかし、登注もまた大人（たいじん：部族長）の阿富提らに殺されたため、その国人は庫提を立てて可汗とした。この年、ふたたび突厥に攻められたため、柔然は国を挙げて北斉に奔走した。文宣帝はすぐさま北の突厥を討ち、柔然を迎え入れると、その可汗である庫提を廃して阿那瓌の子である菴羅辰を立てて可汗とし、これを馬邑川に住まわせ、廩餼と繒帛を給した。文宣帝は親ら突厥を朔方で追撃したため、突厥が請降してきた。文宣帝はこれを許して還った。以降、柔然の北斉に対する貢献は絶えなかった。
天保5年（554年）3月、菴羅辰は北斉に叛いたため、文宣帝によって討たれ、子とともに北へ逃れた。4月、菴羅辰は肆州を寇したため、ふたたび文宣帝によって討たれ、恒州の黄瓜堆で敗走した。途中、文宣帝の麾下千余騎は柔然の別部数万と遭遇し、四面を囲まれた。文宣帝は平気で顔色も変えず、適切な指揮をとったので、柔然の衆が披靡となり、その隙に包囲を脱することができた。柔然の衆が逃走すると、文宣帝はこれを追撃し、菴羅辰の妻子および生口三万余人を捕えた。菴羅辰は巌谷を越えて逃げ切ることができた。

## 参考資料
- 『北史』列伝第八十六 蠕蠕
- 『資治通鑑』卷第一百六十五 梁紀二十一